# Michael Wiemann
Michael Wiemann (* 9. Februar 1987 in Beckum) ist ein deutscher Fußballspieler. Er wird in der Innenverteidigung oder im defensiven Mittelfeld eingesetzt.

## Karriere

### Jugend in Westfalen
Wiemann begann seine fußballerische Laufbahn in seiner Geburtsstadt, in der er zunächst in den Jugendmannschaften des SV Neubeckum aus dem gleichnamigen Ortsteil sowie anschließend in den Jugendteams der SpVg Beckum spielte. 2000 wechselte er noch als C-Jugendlicher in die westfälische Nachbarstadt zu LR Ahlen. Dort durchlief Wiemann daraufhin die C-, die B- und die A-Jugend des Vereins, wobei er mit letzterer von 2004 bis 2006 an der West-Staffel der A-Junioren-Bundesliga teilnahm, in die die Mannschaft im Sommer 2004 aufgestiegen war. So trug Wiemann in der Saison 2004/05 mit fünf Toren in 21 Einsätzen zum Klassenerhalt des Aufsteigers als Tabellensiebtem bei und konnte auch 2005/06, nach weiteren vier Toren in 23 Einsätzen während der Spielzeit, den drohenden Abstieg vermeiden.

### Wiemann bei Rot Weiss Ahlen
Bereits ab März 2006 hatte Wiemann noch als A-Jugendlicher bereits am Spielbetrieb der zweiten Mannschaft Ahlens im Herrenbereich teilgenommen, so dass er in der Saison 2005/06 der viertklassigen Oberliga Westfalen zu insgesamt neun Einsätzen gekommen war. Zur Folgesaison 2006/07, in welcher sich LR Ahlen in Rot Weiss Ahlen umbenannte, rückte Wiemann dann auch altersgemäß in den Herrenbereich auf und absolvierte nochmals 22 Einsätze für die anfangs von Heiko Bonan, dann von Manfred Christel trainierte Reservemannschaft in der Oberliga, wobei ihm insgesamt drei Tore gelangen. Hierdurch empfahl sich Wiemann ab Jahresbeginn 2007 auch für die – nun ihrerseits durch Heiko Bonan betreute – erste Mannschaft des Vereins, die in der Saison 2006/07 als Absteiger aus der 2. Bundesliga an der drittklassigen Regionalliga teilnahm. So kam Wiemann während der Rückrunde zu 14 Regionalliga-Einsätzen, wobei Ahlen statt um den Wiederaufstieg allerdings gegen den erneuten Abstieg spielte, der schließlich nur aufgrund des besseren Torverhältnisses gegenüber Holstein Kiel vermieden wurde.
Unter Christian Wück spielte Wiemann 2007/08 weiterhin für die Ahlener Regionalligamannschaft, in der er sich mit 27 Einsätzen als Stammspieler etablieren konnte. Vereinzelt war er aber auch noch in der Reservemannschaft aufgeboten worden, so dass er zu insgesamt neun Einsätzen in der Oberliga-Saison 2007/08 gekommen war. Während die Reservemannschaft aufgrund der Einführung der NRW-Liga zum Sommer 2008 aber nur noch sechstklassig wurde, konnte die erste Mannschaft die Saison als Meister ihrer Regionalliga-Staffel beenden und so den Aufstieg in die 2. Bundesliga erreichen.
Wiemanns erste Spielzeit in Deutschlands zweithöchster Spielklasse begann für ihn allerdings mit einer verletzungsbedingten Zwangspause. so dass er sich erst im November 2008 einen Stammplatz erarbeiten konnte. Insgesamt kam Wiemann so zu lediglich 24 Zweitliga-Einsätzen in der Spielzeit 2008/09, in der die Mannschaft unter den Trainern Wück, Heemsoth und zuletzt Emmerling zwar gegen den erneuten Abstieg spielte, schließlich aber als Zehnter der Abschlusstabelle den Klassenerhalt erreichte. Unterdessen hatte Wiemann bereits im März 2009 seinen zum Saisonende auslaufenden Vertrag um zwei weitere Jahre bis 2011 verlängert. In der Folgesaison 2009/10, in der Wiemann weitere 26 Einsätze für Ahlen bestritt und sein erstes Tor in einer Profiliga erzielt hatte, konnte Ahlen den Klassenerhalt aber nicht mehr erreichen, woran auch die Trainerwechsel von Emmerling zu Andreas Zimmermann und von Zimmermann zu Christian Hock nichts änderten. Wiemanns Vertrag verlor durch den Abstieg seine Gültigkeit, woraufhin sich dieser gegen eine Vertragsverlängerung in Ahlen entschied.

### Über Rostock nach Wiesbaden
Im Sommer 2010 wechselte Wiemann stattdessen zum F.C. Hansa Rostock, der gemeinsam mit Ahlen aus der 2. Bundesliga in die 3. Liga abgestiegen war. In Rostock unterschrieb Wiemann zunächst für drei Jahre und traf dort auch auf Mohammed Lartey und Sebastian Pelzer, mit denen er bereits in Ahlen zusammengespielt hatte. Nachfolgend entwickelte sich Wiemann auch in Rostock zum Stammspieler, der während der Spielzeit 2010/11 zu 36 Einsätzen im von Peter Vollmann trainierten Team kam und dabei vier Tore erzielte. Am Saisonende erreichte die Mannschaft schließlich den Wiederaufstieg in die 2. Bundesliga als Tabellenzweiter und gewann zudem den Landespokal Mecklenburg-Vorpommern, woran auch Wiemann mit zwei Pokal-Einsätzen beteiligt gewesen war.
In der folgenden Zweitliga-Spielzeit 2011/12 blieb Wiemann zunächst Stammspieler in Rostocks Innenverteidigung, so dass er in den ersten sechs Partien der Rostocker jeweils in der Startaufstellung stand. Nachdem er sich in diesen Partien insgesamt fünf gelbe Karten einhandelt hatte, was eine Sperre für ein Spiel nach sich zog, verlor er diesen Stammplatz jedoch zwischenzeitlich an seine Mitspieler Holst und Gusche, so dass er nur auf insgesamt elf Hinrunden-Einsätze kam. Zu Beginn der Rückrunde tauschte der abstiegsbedrohte Verein Trainer Vollmann durch Wolfgang Wolf aus, unter dem Wiemann in der Folge vermehrt auch als Sechser seinen Stammplatz zurückerhielt. Am Ende der Saison stieg Rostock jedoch als Tabellenletzter wieder in die 3. Liga ab, woraufhin Wiemanns Vertrag mit Hansa seine Gültigkeit verlor. Ein neuerliches Angebot zur Vertragsverlängerung lehnte Wiemann daraufhin ab.
Im Mai 2012 unterschrieb Wiemann einen Zwei-Jahres-Vertrag beim SV Wehen Wiesbaden, bei dem er somit 2012/13 erneut unter Trainer Peter Vollmann in der 3. Liga spielen durfte und zudem auf seinen Rostocker Mannschaftskameraden Robert Müller traf.

### Über Spanien nach Neubeckum
Zur Saison 2015/16 wechselte Wiemann zum CD Atlético Baleares nach Palma. Er unterschrieb einen Zweijahresvertrag. Im August 2016 verließ er den Verein vorzeitig. Wiemann war daraufhin monatelang vereinslos, bevor er sich im Februar 2017 dem Regionalligisten SC Wiedenbrück anschloss. Dort blieb er bis zum Saisonende, bevor er zu seinem Stammverein SV Neubeckum zurückkehrte. Beim SVN spielte Wiemann mit seinen alten Freunden zusammen in der zweiten Mannschaft in der Kreisliga A. Zur Saison 2018/19 wechselte diese komplette Mannschaft zur SpVgg Beckum und tritt dort als dritte Mannschaft in der Kreisliga C an.